# Karby (Tierp)
Karby is een plaats in de gemeente Tierp in het landschap Uppland en de provincie Uppsala län in Zweden. De plaats heeft 76 inwoners (2005) en een oppervlakte van 21 hectare.